# HD 24982
HD 24982，又名BD+38 829，SAO 56866、HR 1229，是一颗恒星，视星等为6.38，位于銀經158.42，銀緯-10.75，其B1900.0坐标为赤經3h 53m 0.9s，赤緯+38° -10.75′ 4″。